# Hubert von Goisern

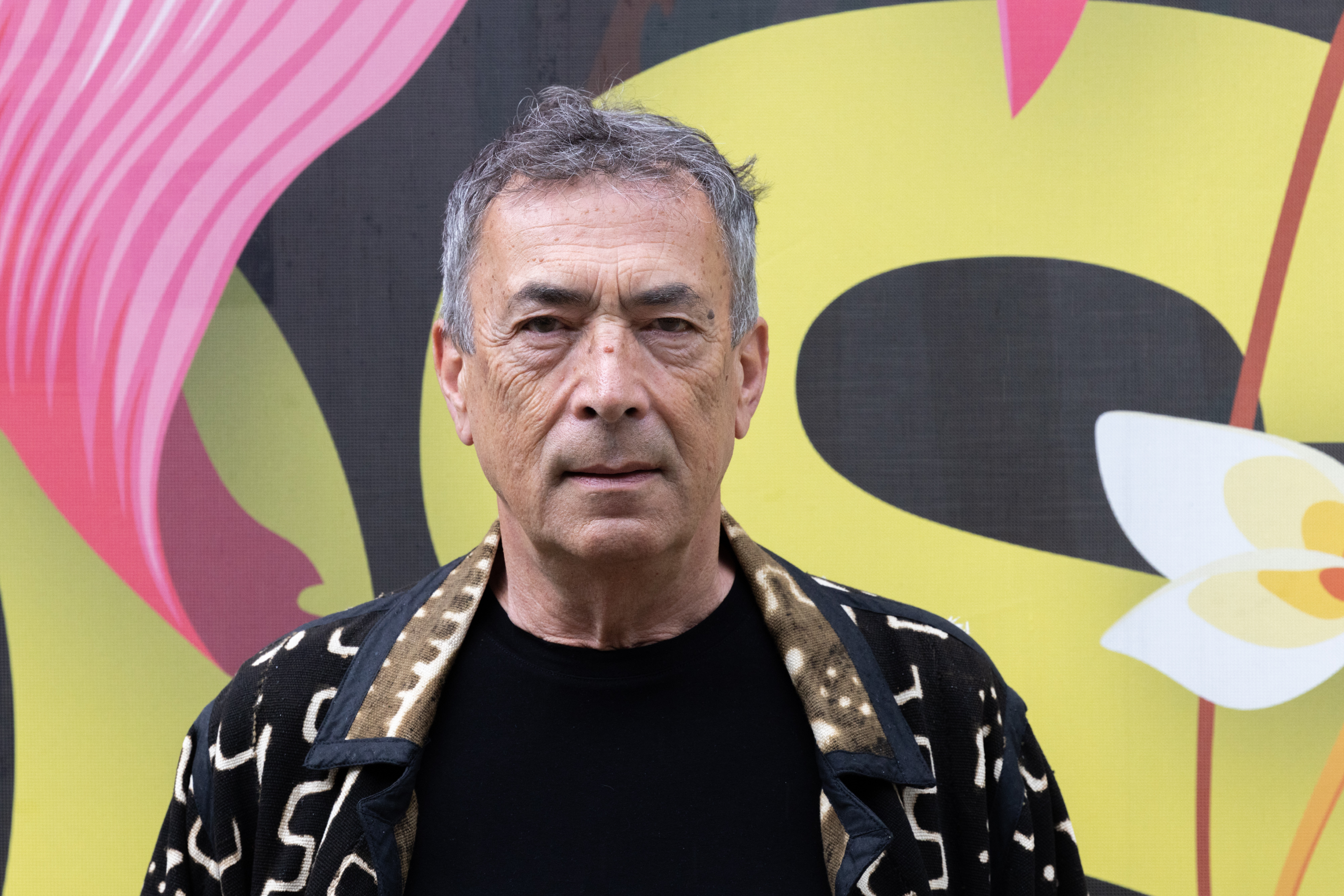
Hubert von Goisern (2023)

Hubert von Goisern (* 17. November 1952 in Goisern, Oberösterreich; bürgerlich Hubert Achleitner) ist ein österreichischer Liedermacher und Weltmusiker. Seine Mischung von Rockmusik mit Elementen traditioneller Volksmusik macht ihn zu einem der wichtigsten Vertreter der Neuen Volksmusik, genauer des Alpenrock. Der Künstlername „von Goisern“ spielt auf seinen Heimatort an. 2020 veröffentlichte Hubert Achleitner seinen Roman flüchtig.

## Leben und Musik
Als Jugendlicher trat Achleitner der örtlichen Blasmusikkapelle bei, in der er Trompete spielte. Nach Konflikten über das Repertoire und weil dem Kapellmeister die langen Haare des jungen Musikers missfielen, verließ er die Kapelle. Dann lernte er Gitarre und Klarinette. Die Steirische Harmonika, auf die ihn sein Großvater aufmerksam gemacht hatte, erlernte er im Selbststudium erst Mitte seiner dreißiger Jahre.

### Südafrika, Kanada, Philippinen (1972–1983)
Mit 20 Jahren wurde es ihm in Österreich kulturell und gesellschaftlich zu eng und er zog mit seiner Freundin nach Südafrika, wo er als Chemielaborant arbeitete. Er engagierte sich gegen die Apartheid, kehrte aber, nicht zuletzt wegen der Rassentrennung, nach etwas mehr als drei Jahren wieder nach Österreich zurück. Hier heiratete er seine aus Kanada stammende Frau und nahm ihren Familiennamen Sullivan an.
Mit 27 entschied er sich, fortan als Musiker zu arbeiten. In Toronto studierte er zwei Jahre lang Gitarre und lernte Flamenco zu spielen. Nach der Trennung von seiner Frau ging er erneut auf Reisen und blieb längere Zeit auf den Philippinen, wo er das Spielen der Nasenflöte erlernte und durch den Austausch der jeweiligen Volksmusik langsam einen Zugang zu seinem eigenen musikalischen Stil fand – der Öffnung seiner traditionellen heimatlichen Musik für Einflüsse aus anderen, fremden Stilen und Richtungen.

### Österreich: die Alpinkatzen (1984–1995)
1984 wieder in Österreich angekommen, arbeitete er als freier Musiker und Komponist und studierte an der Wiener Musikhochschule Elektroakustik und experimentelle Musik. 1986 gründete er mit Wolfgang Staribacher die Band „Original Alpinkatzen“ und nahm den Künstlernamen Hubert von Goisern an; Staribacher war Wolfgang von Wien. Zuerst spielten sie, mitunter vor einem Publikum von nur fünf Zuhörern, in Lokalen und Clubs. Die erste Veröffentlichung war das Album Alpine Lawine von „Alpinkatzen featuring Hubert von Goisern“ im Jahr 1988.
Zusammen mit Wolfgang Ambros, Joesi Prokopetz, Manfred Tauchen gingen die Alpinkatzen 1991 auf die Watzmann-Tournee, eine Bühnenadaption des Hörspiels Der Watzmann ruft. Im Anschluss kam es zur Trennung von Staribacher. Hubert von Goisern, den Künstlernamen behielt er bei, führte das Projekt Alpinkatzen mit neuen Musikern weiter: Stefan Engel an den Keyboards, Wolfgang Maier am Schlagzeug, Reinhard Stranzinger als Gitarrist und Sabine Kapfinger (Alpine Sabine, später Zabine) als Sängerin. Von Kapfinger, die anfangs nur im Studio mitwirkte und erst nach ihrem 18. Geburtstag auch auf der Bühne auftrat, lernte er das Jodeln.
Der Durchbruch gelang 1992 mit dem Album Aufgeigen stått niederschiassen, auf dem erstmals die Lieder Heast as nit (dialektal für Hörst du es nicht), Weit, weit weg und nicht zuletzt Koa Hiatamadl (dialektal für Kein Hirtenmädchen siehe Hiatamadl) zu hören waren. Koa Hiatamadl wurde vielfach im Radio gespielt und entwickelte sich zu einem Chart-Erfolg (14 Wochen in den Top Ten der österreichischen Single-Hitparade). Die Alpinkatzen tourten durch den gesamten deutschsprachigen Raum und wurden zu einer der erfolgreichsten Formationen des Alpenrocks.
1994 folgte Omunduntn (dialektal für Oben und unten), unter anderem mit einer deutschsprachigen Übertragung von Ray Charles’ Georgia, nun als Goisern, und überarbeiteten Versionen von Cocaine und Kren & Speck aus dem ersten Alpinkatzen-Album. Eine weitere Tournee führte die Band erneut durch Österreich, Deutschland und die Schweiz. Eine Blitztour führte sie nach Paris, San Antonio und Austin (Texas) sowie nach New York. Es war die letzte Tour der Alpinkatzen. Das letzte Konzert fand am 1. November 1994 statt. Kurz davor wurde der Auftritt im Münchner Circus Krone von Joseph Vilsmaier und dessen Ehefrau Dana Vávrová aufgezeichnet. Der Dokumentar- und Konzertfilm Wia die Zeit vergeht wurde am 1. Juli 1995 beim Filmfest München gezeigt, danach auf VHS und 2006 als DVD veröffentlicht. Das Konzert im Circus Krone wurde als Abschiedskonzert deklariert.
Neben seiner Tätigkeit als Musiker hatte Hubert von Goisern 1994 mit seinem Freund Klaus Höller eine Mode-Kollektion für Meindl in Kirchanschöring entworfen, in der er, wie in seiner Musik, Traditionelles neu interpretierte.

### Film- und weitere Musikprojekte (1996)
Im Fernsehfilm Hölleisengretl (Regie: Jo Baier) mit Martina Gedeck, Michael Lerchenberg und Herbert Fux, gab er als Matthias, Ehemann der buckligen Gretl, sein Schauspieldebüt. Zusammen mit Stefan Melbinger komponierte er auch die Filmmusik. Ein weiteres Rollenangebot, das des Elias in Vilsmaiers Literaturverfilmung Schlafes Bruder, konnte er wegen der Omunduntn-Tournee nicht annehmen. Mit Winfried Grabe und Enjott Schneider schuf er aber die Filmmusik. Weitere Filmmusiken komponierte und spielte er für zwei Filme seines Freundes Julian Pölsler, für Sehnsüchte oder Es ist alles unheimlich leicht (1991) und Die Fernsehsaga – Eine steirische Fernsehgeschichte (1995).
1996 steuerte Hubert von Goisern den Titel Aquarium für die CD Taten statt Warten zum 25-jährigen Jubiläum der Umweltschutzorganisation Greenpeace bei. Das Lied, aufgenommen mit dem Leoganger Kinderchor, war ursprünglich für die Filmmusik des Kinderfilms Ein Rucksack voller Lügen komponiert und eingespielt worden.

### Afrika und Tibet (1997–1998)
Durch ihren gemeinsamen Freund, den Verleger Michael Neugebauer, hatte er schon früher die Verhaltensforscherin Jane Goodall, bekannt für ihre Arbeit mit Schimpansen, kennengelernt. Neugierig geworden und von ihr zu einem Besuch im Gombe Stream National Park eingeladen, reiste er Anfang 1996 erstmals nach Tansania. Während einer erneuten Reise entstand in Kooperation mit ORF und Bayerischem Rundfunk eine Filmdokumentation über Goodalls Arbeit: Von Goisern nach Gombe, deren Filmmusik Gombe 1998 veröffentlicht wurde.
Über Tseten Zöchbauer, Obfrau der Organisation „Save Tibet“, kam er in Kontakt mit Künstlern des Tibetan Institute of Performing Arts (TIPA), deren Tournee durch Österreich er begleitete und präsentierte. Im Anschluss begann er eine Reise nach Tibet vorzubereiten und fragte Zöchbauer, die als Zweijährige ihre Heimat verlassen hatte, ob sie ihn begleiten würde. Sechs Wochen bereisten sie das seit 1951 von der Volksrepublik China besetzte Land und berichteten danach in einem ORF-Interview von der Lage der Tibeter und der Unterdrückung ihrer Kultur.
Mit Wolfgang Spannberger reiste er wenig später nach Dharmsāla im nordindischen Bundesstaat Himachal Pradesh, den Sitz der tibetischen Exilregierung, wo sie Tendzin Gyatsho, den 14. Dalai Lama, trafen. Mit einem mobilen Tonstudio machten sie vor Ort Aufnahmen tibetischer Volkslieder, vorgetragen von Musikern des TIPA. Zusammen mit weiteren Aufnahmen, zu denen sie Pasang Lhamo, Sherab Wangmo, Jamjang Chönden und Sonam Püntsok nach Salzburg eingeladen hatten, wurden die Lieder 1998 auf der CD Inexil veröffentlicht. Tendzin Gyatsho besuchte, eingeladen auf Vorschlag Hubert von Goiserns, am 11. Juni 1998 Bad Ischl.

### Neustart (1999–2006)
Ab 1999 arbeitete Hubert von Goisern wieder an einem Album mit eigenen Kompositionen. Mit einer neuen Band (Bernd Bechtloff, Burkhard Frauenlob, Arnulf Lindner und Helmut Punzenberger, während der Tournee verstärkt um die Geigerin Agnes Grasberger; später teils von Wolfgang Blümel, Antonio Porto und Burgi Höller abgelöst) wurden im Sommer 2000 die Lieder für Fön aufgenommen. Am 6. November 2000 kam damit nach sechs Jahren wieder ein Hubert von Goisern-Album in den Handel. Im Frühling 2001 begann die Fön-Tour mit einem Konzert am 3. März in Linz und dem Erscheinen des Albums Trad, einer Sammlung österreichischer Volkslieder, am 5. März.
Im Mai 2001 wurde Hubert von Goisern als bester „Künstler Pop/Rock national“ erstmals mit dem Amadeus Austrian Music Award ausgezeichnet. In seiner Dankesrede, die, wie es sich am nächsten Tag herausstellte, vom ORF vor der Ausstrahlung gekürzt worden war, kritisierte er die österreichische Musikbranche und Radiosender wegen ihrer mangelnden Unterstützung für österreichische Künstler.
Im Anschluss an die Fön-Tour spielte Hubert von Goisern eine Reihe von Konzerten in Ägypten und westafrikanischen Ländern. In Assiut teilte er die Bühne mit Mohamed Mounir, einem der populärsten ägyptischen Musiker, der traditionelle Sufi-Musik mit Elementen des Pop und Rock verbindet. Während der dreiwöchigen Reise durch Westafrika wurde die Band von einem Filmteam begleitet und es entstand ein Dokumentar-/Musikfilm über das Zusammentreffen der österreichischen und verschiedener afrikanischer Musiker, veröffentlicht auf der DVD Grenzenlos. Im Sommer 2002 folgten eine Tournee durch Deutschland und das Album Iwasig.
Als Tendzin Gyatso (Dalai Lama) im selben Jahr in Graz die Kalachakra-Zeremonie durchführte, präsentierten Hubert von Goisern und Tseten Zöchbauer mehrere Sounds of Tibet-Konzerte mit Künstlern des TIPA.
Nach einer Hallen-Tournee durch Deutschland, Österreich, die Schweiz und Italien im Winter 2002/2003 nahm die Band in einem eigens eingerichteten Tonstudio in einem leerstehenden Berghotel auf dem Krippenstein (Dachsteingebirge) in 2100 Meter Höhe die Lieder für das Album Trad II auf. Konzerte führten die Gruppe im Verlauf des Jahres unter anderem nach Sarajevo und Kap Verde, wo der Auftritt vor 90.000 Besuchern stattfand und im staatlichen Fernsehen übertragen wurde. Gemeinsam mit Mohamed Mounir führte eine Tournee, die als Beispiel für interkulturelle Zusammenarbeit von Kritikern gelobt und von Besuchern begeistert aufgenommen wurde, durch den gesamten deutschsprachigen Raum. Jedes Konzert endete mit Mounirs Madad Ya Rasulallah, einem Lied für den Frieden. Nachdem im Oktober Trad II auf dem verschneiten Krippenstein präsentiert wurde, folgte 2004 die Trad II-Tournee.
Im Januar 2005 traten Hubert von Goisern und seine Band beim Festival au Désert und mit dem Balafon-Virtuosen Kele Tigi im Akwaba-Club in Bamako in Mali auf. Wiederum wurde die Reise filmisch dokumentiert und als Warten auf Timbuktu gezeigt.
Nach den zahlreichen Tourneen der vorhergehenden Jahre widmete Hubert von Goisern sich nun einigen anderen Projekten, präsentierte zum Beispiel in der Dachstein-Mammuthöhle eine Klanginstallation. Im November 2005 sang er mit Wolfgang Niedecken das Duett Rita mir zwei zum 30-jährigen Bandjubiläum der deutschen Rockgruppe BAP (Doppel-CD Dreimal zehn Jahre).
Im April 2006 verwendete die FPÖ Hubert von Goiserns populäres Lied Heast as nit bei einer Parteiveranstaltung. Er veröffentlichte daraufhin einen offenen Brief an den Parteiobmann Heinz-Christian Strache, in dem er ihn aufforderte, in Zukunft keine Lieder mehr von ihm zu verwenden. Unter anderem schrieb er: „Ich stehe für eine offene, tolerante Gesellschaft, für den Abbau der Ängste vor dem Fremden und Neuen, und nicht das Schüren derselben. Ich stehe dafür, den Veränderungen ins Auge zu schauen und nach vorne zu blicken, nicht für den Versuch[,] die Zeit aufzuhalten oder gar zurück zu drehen […]“.

### Linz Europa Tour (2007–2009)

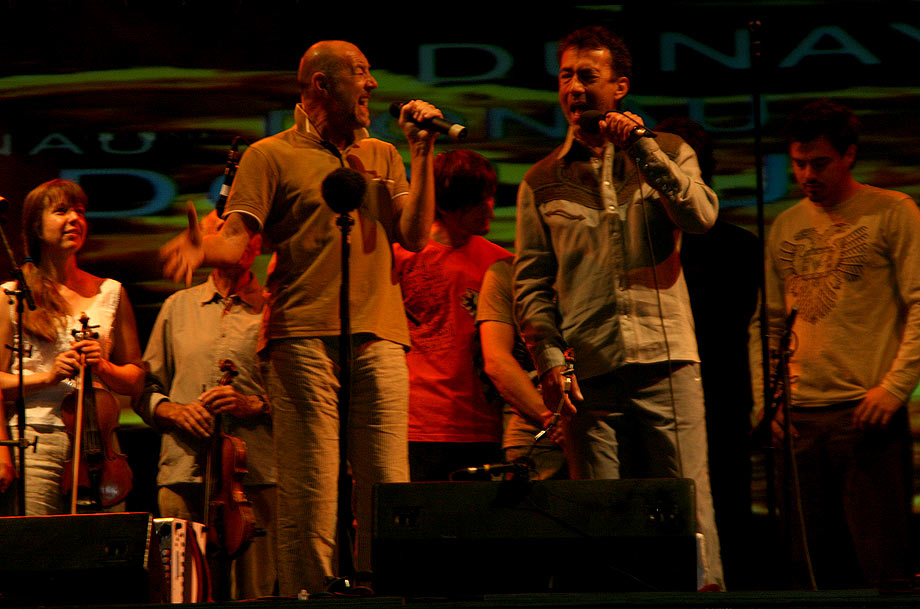
Willi Resetarits (links), Hubert von Goisern (rechts) und Mitglieder der Band von Goiserns und der Hohtraxlecker Sprungschanzenmusi am Donauinselfest 2007

2007 startete Hubert von Goisern die Linz Europa Tour, eine für zwei Jahre anberaumte Tournee durch viele Länder Europas zur Bewerbung von Linz09. Die Planungen dazu begannen 2005. Bis 2009 bereiste er mit einem kleinen Schiffsverband (ein zur Bühne umgebautes Frachtschiff von 77 m × 12 m, das Schubschiff MS Wallsee und ein Wohnschiff) beginnend mit der Donau, mehrere Flüsse des Kontinents. Dabei gab es in zahlreichen Städten gemeinsame Konzerte mit Musikern aus den jeweiligen Ländern.
Im August 2008 wurde von dieser Tour die Dokumentation Goisern goes East auf DVD veröffentlicht.

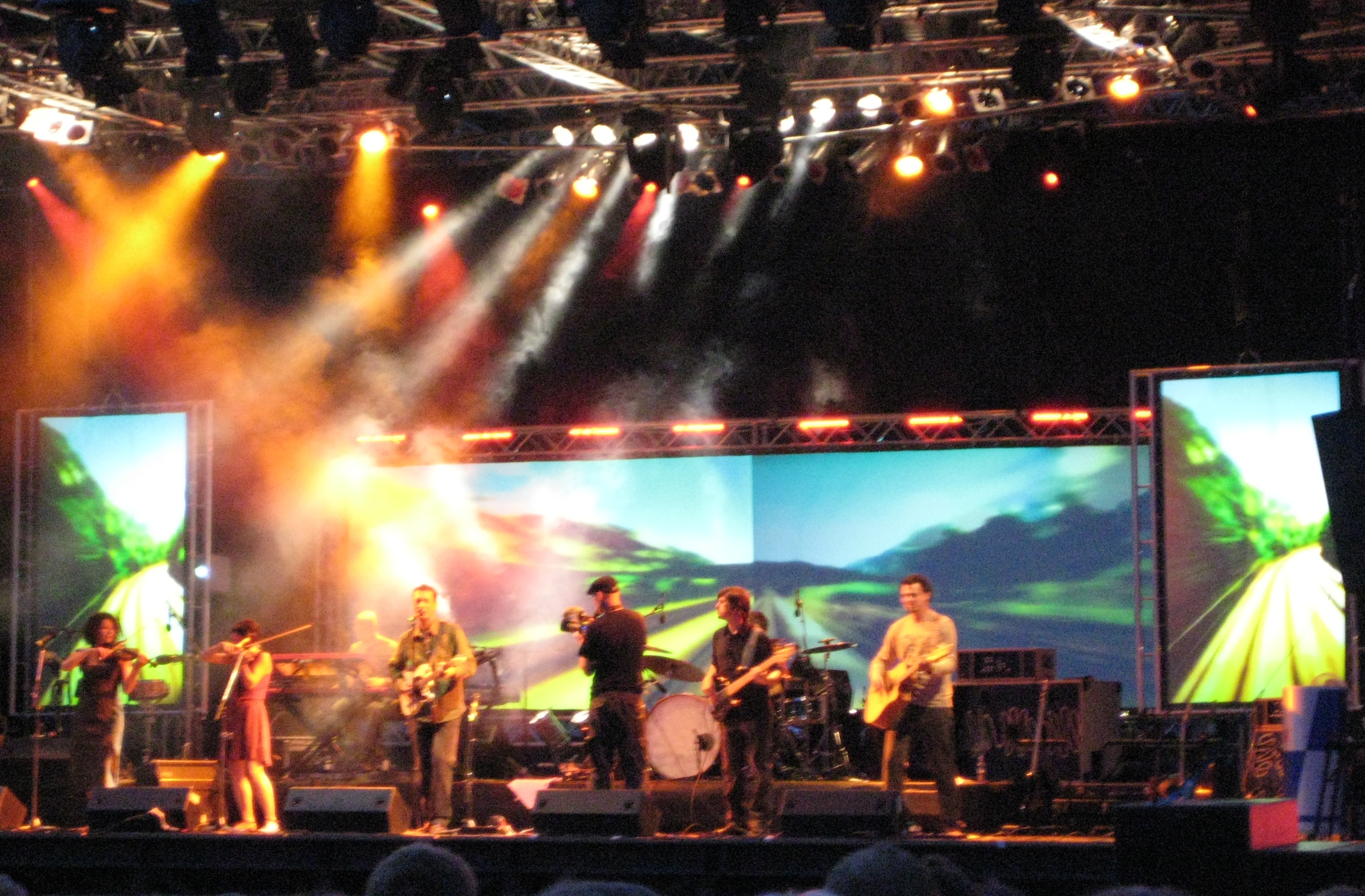
Hubert von Goisern in Passau im Juni 2007

Am 24. Juni machte das Schiff während des Donauinselfestes in Wien Station. Am Konzert nahmen neben Hubert von Goiserns international besetzter Band die Hohtraxlecker Sprungschanzenmusi aus Bad Ischl und Willi Resetarits aus Wien teil. Der erste Teil der Reise führte bis Ende 2007 donauabwärts bis zum Donaudelta am Schwarzen Meer. Rund 20 Konzerte wurden dabei absolviert und schließlich das Delta selbst in WWF-Begleitung inspiziert.
2008 führte die Reise stromaufwärts über Passau und Regensburg, dann über den Main-Donau-Kanal zum Rhein und bis Rotterdam. Dieser Teil der Tour fand parallel zur Veröffentlichung seines Albums „s’Nix“ statt. Auch hierüber wurde wieder eine Dokumentation gedreht, unter dem Titel Goisern goes West.
Endpunkt der Flussreise war ein mehrtägiges Hafenfest im Heimathafen des Schiffes in Linz in Oberösterreich von 3. bis 5. Juni 2009. Dabei traten neben von Goisern und einigen der Musiker, die während der Reise bereits auf dem Schiff gespielt hatten, unter anderem Klaus Doldinger, BAP, Haindling, Konstantin Wecker und Xavier Naidoo auf. Die Stadt war 2009, gemeinsam mit Vilnius, der Hauptstadt Litauens, Kulturhauptstadt Europas.

### Erfolg mitEntwederUndOder(seit 2010)
Von Ende 2010 bis Frühjahr 2011 war Hubert von Goisern auf Wirtshaustournee in Österreich und Deutschland. Ein Livemitschnitt und ein Dokumentarfilm darüber wurden im darauffolgenden August vom Salzburger Fernsehsender Servus TV ausgestrahlt. Wenige Wochen später erschien das Album EntwederUndOder, das sich in die Top 10 der österreichischen und Top 20 der deutschen Hitparade platzieren konnte. Der Sender Ö3 nahm das Lied Brenna tuats guat aus dem Album in seine Playlist auf. Es erreichte innerhalb weniger Wochen Platz 1 der österreichischen Charts, womit die Höchstplatzierung von Koa Hiatamadl überboten wurde. Auch in Deutschland feierte der Titel Erfolg und konnte sich als erste Single Hubert von Goiserns in den deutschen Verkaufscharts platzieren.

### 2014

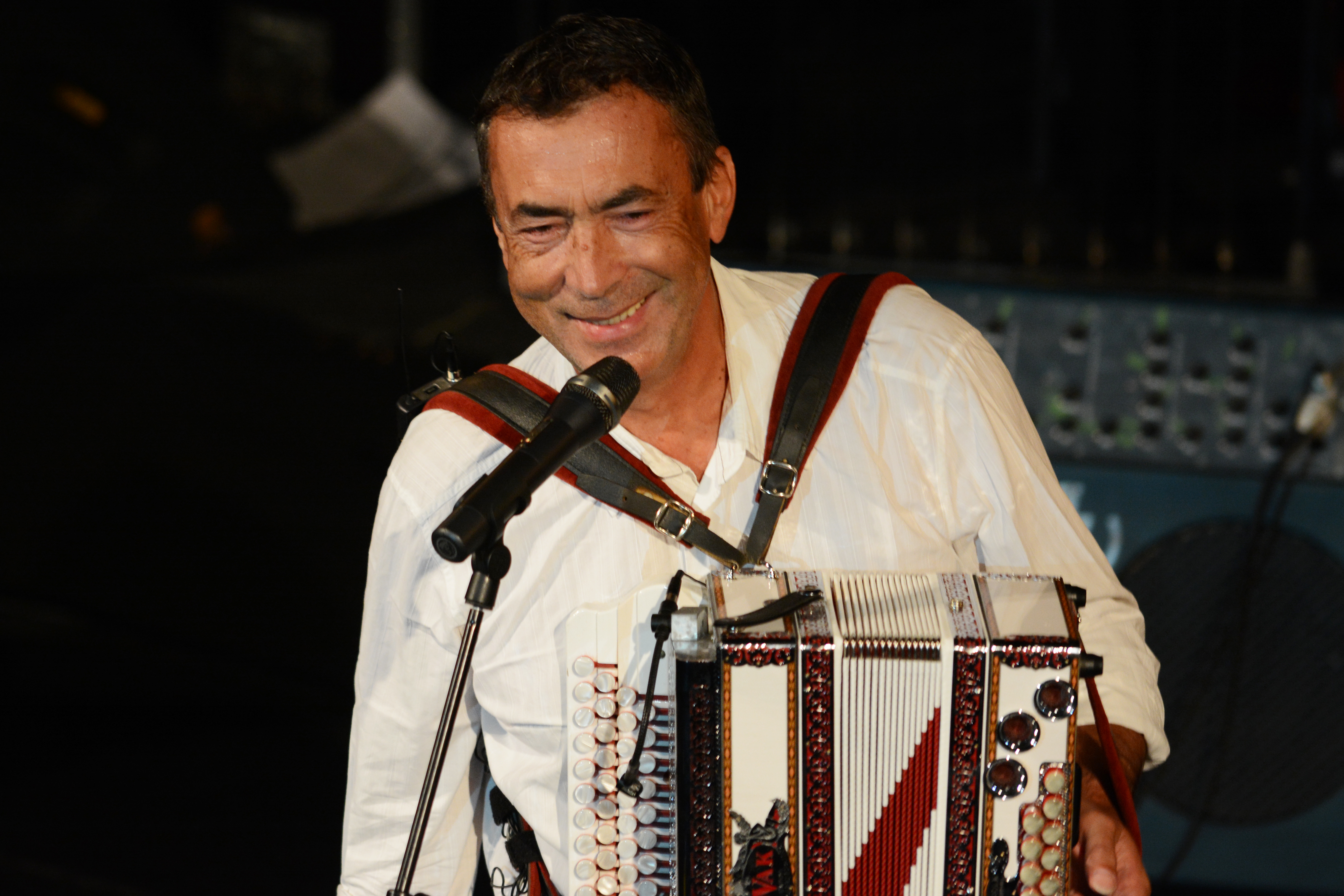
Hubert von Goisern mit steirischer Harmonika (2014)

Hubert von Goisern kuratierte für die Ausstellung Alpenliebe auf der Kaiser-Franz-Josefs-Höhe (Großglockner) zusammen mit ca. 20 Künstlern ein mehrstündiges Hörerlebnis (siehe unten). Die Ausstellung ist seit 12. Juni 2014 für Besucher zugänglich.
Am 24. Oktober 2014 erschien das Album Filmmusik. Darauf sind 16 der bekanntesten Stücke von Hubert von Goisern versammelt, welche zugleich den Soundtrack für den Film Österreich: Oben und Unten (Regie: Joseph Vilsmaier, Filmstart Januar 2015) darstellen. Die Stücke wurden von Hubert von Goisern zusammen mit dem Orchesterleiter Robert Opratko für orchestrale Begleitung umgesetzt.
Am 31. Oktober 2014 wurde das Album Steilklänge, Vol. 1 veröffentlicht. Es präsentiert das von Hubert von Goisern für die Ausstellung Alpenliebe zusammengestellte Hörerlebnis, welches Stücke aus sechs Alpenländern und somit das gesamte alpine Klangspektrum umfasst.
Vom 26. Oktober bis 16. November war Hubert von Goisern auch wieder live (Tour 2014) in Luxemburg, Deutschland und Österreich unterwegs.

### Ab 2015

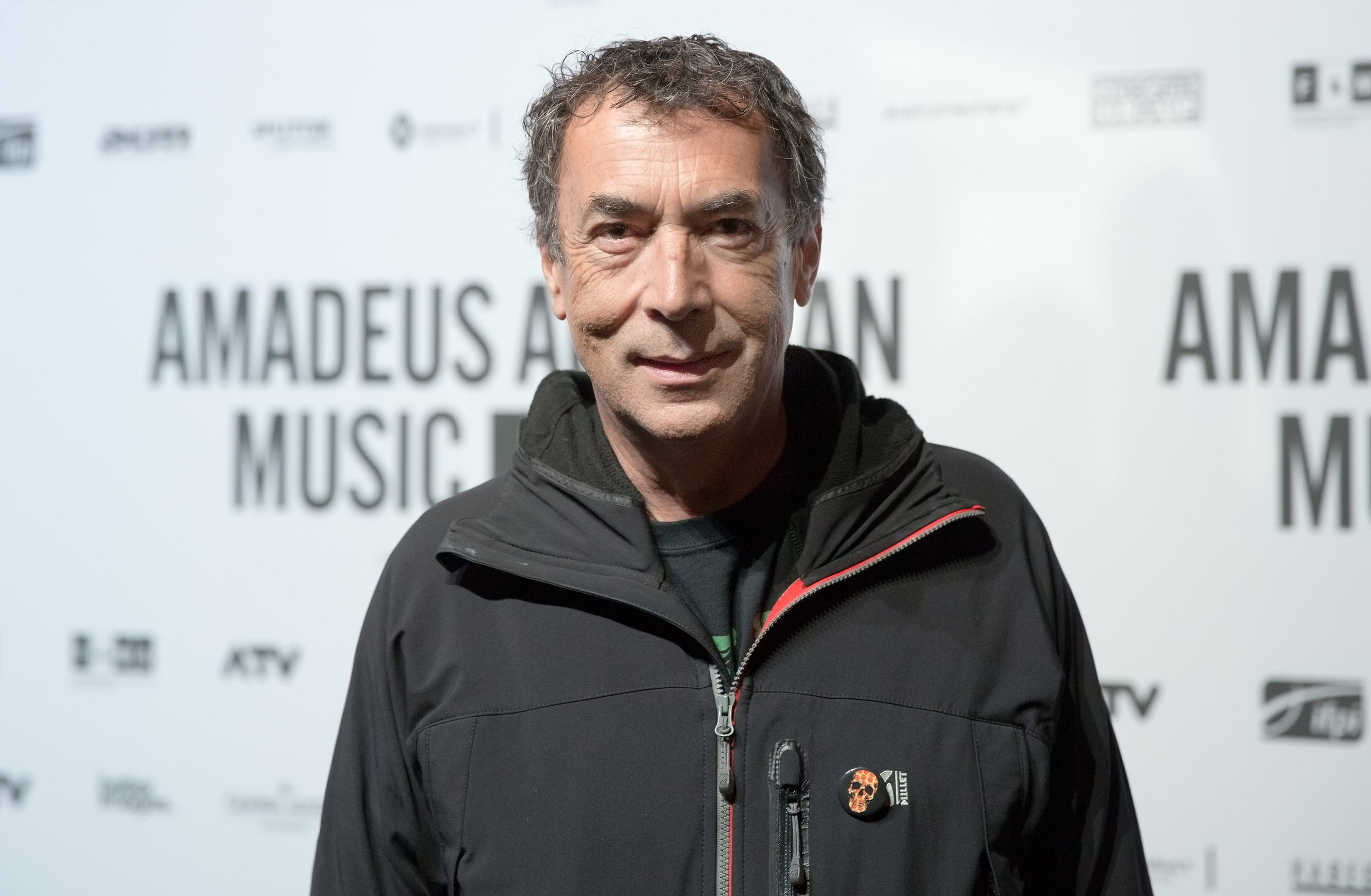
Hubert von Goisern (2016)

Im April 2015 kam die Dokumentation Hubert von Goisern – Brenna tuat’s schon lang von Filmemacher Marcus H. Rosenmüller in die deutschen Kinos. Beim Amadeus Austrian Music Award 2016 wurde er als Künstler des Jahres ausgezeichnet.
2016 erschien die CD Federn, zu der es später auch eine Live-Version gab.
2018 stiftete Hubert von Goisern zunächst für die kommenden zehn Jahre einen nach ihm benannten Kulturpreis, der mit 10.000 Euro dotiert ist und jährlich an bis zu fünf Personen verliehen werden soll, die sich durch „außerordentliches Engagement und Leistungen im Bereich Kunst und Kultur“ verdient gemacht haben.
2020 veröffentlichte Hubert Achleitner seinen ersten Roman flüchtig, der in Österreich zum Bestseller wurde, aber auch in den angrenzenden Ländern wohlwollend aufgenommen wurde. Es handelt sich um die Geschichte der Midlife-Krise einer (Ehe-)Frau.
2020 erschien nach einem halben Jahrzehnt die erste neue CD, Zeiten & Zeichen.
2021 startete er im Freien Radio Salzkammergut eine neue Musiksendung. Die erste Folge von Steilklänge – Radio für Schwindelfreie ging am 14. August 2021 um 20 Uhr auf Sendung.

### Musik
Musikalisch wird Hubert von Goisern der Neuen Volksmusik zugerechnet. Geläufiger ist speziell zur Beschreibung seines Stils der Begriff Alpenrock. In vielen Kreisen gilt er als Erfinder dieses Genres. Seine Musikart stellt eine Mischung aus moderner Rockmusik und Alpiner Volksmusik dar. Signifikant dafür ist das in seinen Liedern vorerstige klangliche Erscheinen der Ziehharmonika, was dann durch das Spielen der E-Gitarre ausgeglichen wird. Basierend darauf verbindet er seinen Stil auch mit Musikarten wie Reggae, Soul, Jazz und Punkrock.
Die Musik wird zeitweise auch von afrikanischer Volksmusik beeinflusst. Ein Beispiel dafür ist das Album Gombe. Laut von Goisern soll dadurch nähergebracht werden, dass er sich in Ländern wie unter anderem Burkina Faso oder Senegal befunden hat, als er inspiriert wurde.
Weitere Einflüsse kommen von der brasilianischen Samba-Tanzmusik und vom altamerikanischen Funk, wodurch er sich mit den letzten Alben vom Alpenrock stärker zur Weltmusik gewandt hat.

### Texte und Symbolik
Die Texte des Musikers sind oft politisch. Ein Beispiel dafür sind seine Anspielungen auf den ebenfalls aus Goisern stammenden Politiker Jörg Haider in seinen Texten gegen Ende der 1990er Jahre und zu Beginn des 21. Jahrhunderts, als dessen Partei, die FPÖ (später BZÖ), eine große Anhängerschaft besaß, die aber auch nach Haiders Tod diese nicht verlor.

## Diskografie

### Studioalben
| Jahr | Titel                           | Höchstplatzierung, Gesamtwochen, AuszeichnungChartplatzierungen (Jahr, Titel, Platzierungen, Wochen, Auszeichnungen, Anmerkungen) | Höchstplatzierung, Gesamtwochen, AuszeichnungChartplatzierungen (Jahr, Titel, Platzierungen, Wochen, Auszeichnungen, Anmerkungen) | Höchstplatzierung, Gesamtwochen, AuszeichnungChartplatzierungen (Jahr, Titel, Platzierungen, Wochen, Auszeichnungen, Anmerkungen) | Anmerkungen                                                         |
| Jahr | Titel                           | AT | DE | CH | Anmerkungen                                                         |
| ---- | ------------------------------- | --- | --- | --- | ------------------------------------------------------------------- |
| 1988 | Alpine Lawine                   | — | — | — | Erstveröffentlichung: 1988 Alpinkatzen feat. Hubert von Goisern     |
| 1992 | Aufgeigen stått niederschiassen | AT1 ×4Vierfachplatin · (54 Wo.)AT                                                                                                 | DE47 Gold · (18 Wo.)DE | CH25 (3 Wo.)CH | Erstveröffentlichung: 18. Mai 1992 mit den Original Alpinkatzen     |
| 1994 | Omunduntn                       | AT1 Platin · (29 Wo.)AT | DE25 Gold · (35 Wo.)DE | CH18 (11 Wo.)CH | Erstveröffentlichung: 25. Februar 1994 mit den Original Alpinkatzen |
| 1995 | Schlafes Bruder (Soundtrack)    | AT23 (16 Wo.)AT | — | — | Erstveröffentlichung: 2. Oktober 1995                               |
| 1998 | Inexil                          | AT15 (9 Wo.)AT | — | — | Erstveröffentlichung: 29. Juni 1998                                 |
| 1998 | Gombe                           | AT14 (12 Wo.)AT | — | — | Erstveröffentlichung: 29. Juni 1998                                 |
| 2000 | Fön                             | AT4 Gold · (23 Wo.)AT | DE33 (7 Wo.)DE | — | Erstveröffentlichung: 3. November 2000                              |
| 2001 | Trad                            | AT6 (26 Wo.)AT | DE52 (8 Wo.)DE | — | Erstveröffentlichung: 2. März 2001                                  |
| 2002 | Iwasig                          | AT5 Gold · (16 Wo.)AT | DE52 (4 Wo.)DE | — | Erstveröffentlichung: 13. September 2002                            |
| 2003 | Trad II                         | AT10 (13 Wo.)AT | DE73 (2 Wo.)DE | — | Erstveröffentlichung: 13. Oktober 2003                              |
| 2008 | s’Nix                           | AT2 (14 Wo.)AT | DE40 (4 Wo.)DE | — | Erstveröffentlichung: 23. Mai 2008                                  |
| 2011 | EntwederUndOder                 | AT2 ×2Doppelplatin · (56 Wo.)AT                                                                                                   | DE13 Gold · (51 Wo.)DE | — | Erstveröffentlichung: 2. September 2011                             |
| 2014 | Filmmusik (Soundtrack)          | AT45 (1 Wo.)AT | — | — | Erstveröffentlichung: 24. Oktober 2014                              |
| 2015 | Federn                          | AT2 Gold · (22 Wo.)AT | DE6 (10 Wo.)DE | CH40 (1 Wo.)CH | Erstveröffentlichung: 8. Mai 2015                                   |
| 2020 | Zeiten & Zeichen                | AT2 (14 Wo.)AT | DE33 (4 Wo.)DE | CH60 (1 Wo.)CH | Erstveröffentlichung: 28. August 2020                               |

### Livealben
| Jahr | Titel                      | Höchstplatzierung, Gesamtwochen, AuszeichnungChartplatzierungen (Jahr, Titel, Platzierungen, Wochen, Auszeichnungen, Anmerkungen) | Höchstplatzierung, Gesamtwochen, AuszeichnungChartplatzierungen (Jahr, Titel, Platzierungen, Wochen, Auszeichnungen, Anmerkungen) | Höchstplatzierung, Gesamtwochen, AuszeichnungChartplatzierungen (Jahr, Titel, Platzierungen, Wochen, Auszeichnungen, Anmerkungen) | Anmerkungen                                             |
| Jahr | Titel                      | AT | DE | CH | Anmerkungen                                             |
| ---- | -------------------------- | --- | --- | --- | ------------------------------------------------------- |
| 1995 | Wia die Zeit vergeht...    | AT4 (16 Wo.)AT | DE27 (11 Wo.)DE | CH27 (6 Wo.)CH | Erstveröffentlichung: 17. März 1995 mit den Alpinkatzen |
| 2005 | Ausland                    | AT30 (6 Wo.)AT | — | — | Erstveröffentlichung: 7. Oktober 2005                   |
| 2009 | Haut und Haar              | AT24 (10 Wo.)AT | — | — | Erstveröffentlichung: 12. Juni 2009                     |
| 2013 | Im Jahr des Drachen – Live | AT10 (3 Wo.)AT | DE53 (1 Wo.)DE | — | Erstveröffentlichung: 21. Juni 2013                     |
| 2017 | Federn – Live 2014-2016    | AT40 (2 Wo.)AT | — | — | Erstveröffentlichung: 21. April 2017                    |
| 2023 | Zeiten & Zeichen live 2022 | AT35 (1 Wo.)AT | — | — | Erstveröffentlichung: 12. Mai 2023                      |

### Kompilationen
| Jahr | Titel                 | Höchstplatzierung, Gesamtwochen, AuszeichnungChartplatzierungen (Jahr, Titel, Platzierungen, Wochen, Auszeichnungen, Anmerkungen) | Höchstplatzierung, Gesamtwochen, AuszeichnungChartplatzierungen (Jahr, Titel, Platzierungen, Wochen, Auszeichnungen, Anmerkungen) | Anmerkungen                             |
| Jahr | Titel                 | AT | DE | Anmerkungen                             |
| ---- | --------------------- | --- | --- | --------------------------------------- |
| 2000 | Eswaramoi 1992–1998   | AT19 Gold · (9 Wo.)AT | — | Erstveröffentlichung: 20. November 2000 |
| 2006 | Derweil: 1988–2006    | AT17 (9 Wo.)AT | DE68 (4 Wo.)DE | Erstveröffentlichung: 14. Juli 2006     |
| 2023 | Derweil II: 2007–2023 | AT40 (1 Wo.)AT | — | Erstveröffentlichung: 19. Mai 2023      |

### Singles (Auswahl)
| Jahr | Titel Album                                   | Höchstplatzierung, Gesamtwochen, AuszeichnungChartplatzierungen (Jahr, Titel, Album, Platzierungen, Wochen, Auszeichnungen, Anmerkungen) | Höchstplatzierung, Gesamtwochen, AuszeichnungChartplatzierungen (Jahr, Titel, Album, Platzierungen, Wochen, Auszeichnungen, Anmerkungen) | Anmerkungen                                                                               |
| Jahr | Titel Album                                   | AT | DE | Anmerkungen                                                                               |
| ---- | --------------------------------------------- | --- | --- | ----------------------------------------------------------------------------------------- |
| 1992 | Koa Hiatamadl Aufgeigen stått niederschiassen | AT2 (19 Wo.)AT | — | Erstveröffentlichung: 1992 mit den Original Alpinkatzen                                   |
| 1992 | Heast as nit Aufgeigen stått niederschiassen  | AT43 (7 Wo.)AT | — | Erstveröffentlichung: 1992 mit den Original Alpinkatzen stieg erst 2011 in die Charts ein |
| 1994 | Oben und unten Omunduntn                      | AT23 (4 Wo.)AT | — | Erstveröffentlichung: 1994 mit den Original Alpinkatzen                                   |
| 2011 | Brenna tuats guat EntwederUndOder             | AT1 Platin · (34 Wo.)AT | DE37 Gold · (42 Wo.)DE | Erstveröffentlichung: 4. November 2011                                                    |
| 2015 | Alle 100 Jahr Federn                          | AT39 (2 Wo.)AT | — | Erstveröffentlichung: 2015                                                                |

### Videoalben
- 2003: Iwasig (Live) (DVD)
- 2003: Grenzenlos (DVD)
- 2006: Wia die Zeit vergeht... (Live) (mit den Alpinkatzen; DE: Gold; AT: Gold)

## Filmographie
- Hölleisengretl (Fernsehfilm, 1995)
- Vom Glücksdrachen, der Sturmfee und dem guten Gefährten (2008)
- Karandila und der Kampf gegen die Bösen (2008)
- Hubert von Goisern – Brenna tuat’s schon lang (Dokumentation, 2015)
- Goisern goes USA (Fernsehfilm, 2016)
- Goisern goes East (Fernsehfilm, 2008)
- Goisern goes West (Fernsehfilm, 2009)

## Auszeichnungen
- Amadeus Austrian Music Award:

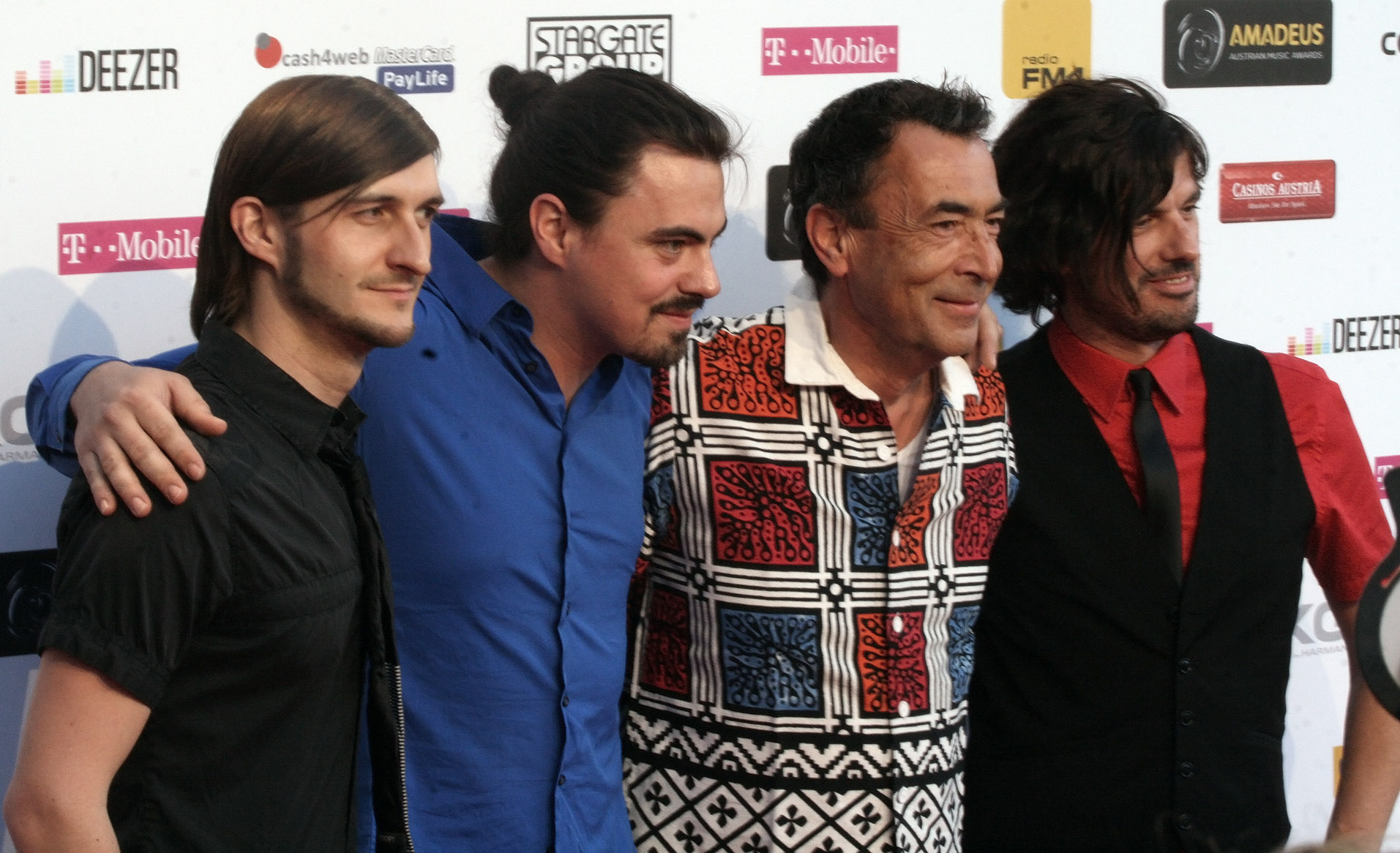
Hubert von Goisern und Band beim Amadeus 2012; vlnr. Alex Pohn (dr), Severin Trogbacher (git), von Goisern und Helmut Schartlmüller (b)

  - 2001: Künstler Pop/Rock national für „Fön“[13]
  - 2002: Jazz/Blues/Folk-Album des Jahres national für „Trad“[13]
  - In den Jahren 2003, 2005 und 2006 wurde er jeweils für einen weiteren Amadeus Award nominiert.
  - 2012: Album des Jahres mit „EntwederUndOder“ sowie Pop/Rock
  - 2013: Ehrenpreis für genre- und völkerverbindende Musik
  - 2016: Künstler des Jahres
  - 2024: Auszeichnung für das Lebenswerk[14]
- 2004 Ernennung zum Ehrenbürger in seinem Heimatort Bad Goisern
- Deutsche RUTH 2011.[15]
- 2016 St.-Anna-Preis[16]

## Publikationen
- als Hubert Achleitner: flüchtig, Roman, Zsolnay / Hanser Literaturverlage 2020, ISBN 978-3-552-05972-6.